# Wegkreuz (Burkardroth, Untere Marktstraße 8)

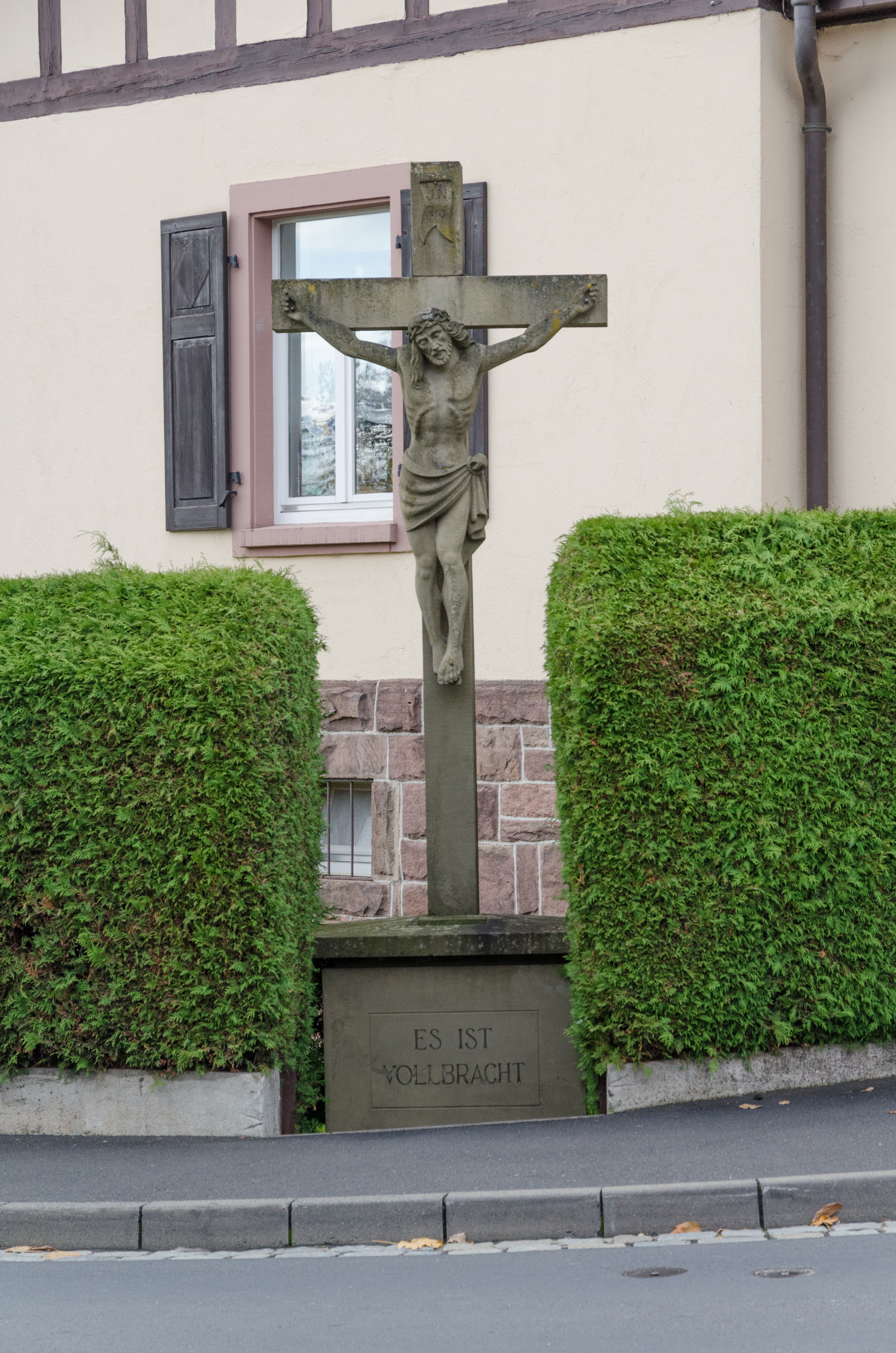
Wegkreuz, Burkardroth, Untere Marktstraße 8

Das Wegkreuz Untere Marktstraße 8 ist ein Flurdenkmal im Markt Burkardroth im unterfränkischen Landkreis Bad Kissingen und befindet sich in der Unteren Marktstraße 8 vor dem ehemaligen Schwesternhaus. Der Bildstock gehört zu den Burkardrother Baudenkmälern und ist unter der Nummer D-6-72-117-134 in der Bayerischen Denkmalliste registriert.

## Beschreibung
Das Wegkreuz besteht aus gelbem Sandstein und entstand im Jahr 1874. Das 413 cm hohe Wegkreuz ist mehrfach zusammengesetzt. Auf einem 105 cm hohen prismatischen Sockel mit den Maßen 83 cm × 80 cm befindet sich eine 9 cm hohe Abschlussplatte mit den Maßen 116 cm × 87 cm mit Blumenständerplatte (27 cm × 20 cm) und das etwa 306 cm hohe Hochkreuz. Die Maße des Schaftquerschnitts betragen 20 cm × 19 cm. Die Arme sind etwa 60 cm lang. Auf dem 50 cm langen Inschriftträger befindet sich ein Zettel mit der IN/RI-Inschrift. Auf dem Sockel befindet sich in lateinische Buchstaben die Inschrift

„ES IST

VOLLBRACHT“

Das Wegkreuz wurde im Jahr 1991 von Ludwig Bauer aus Aschach (heute Ortsteil von Bad Bocklet) renoviert.